# World Pizza Championship

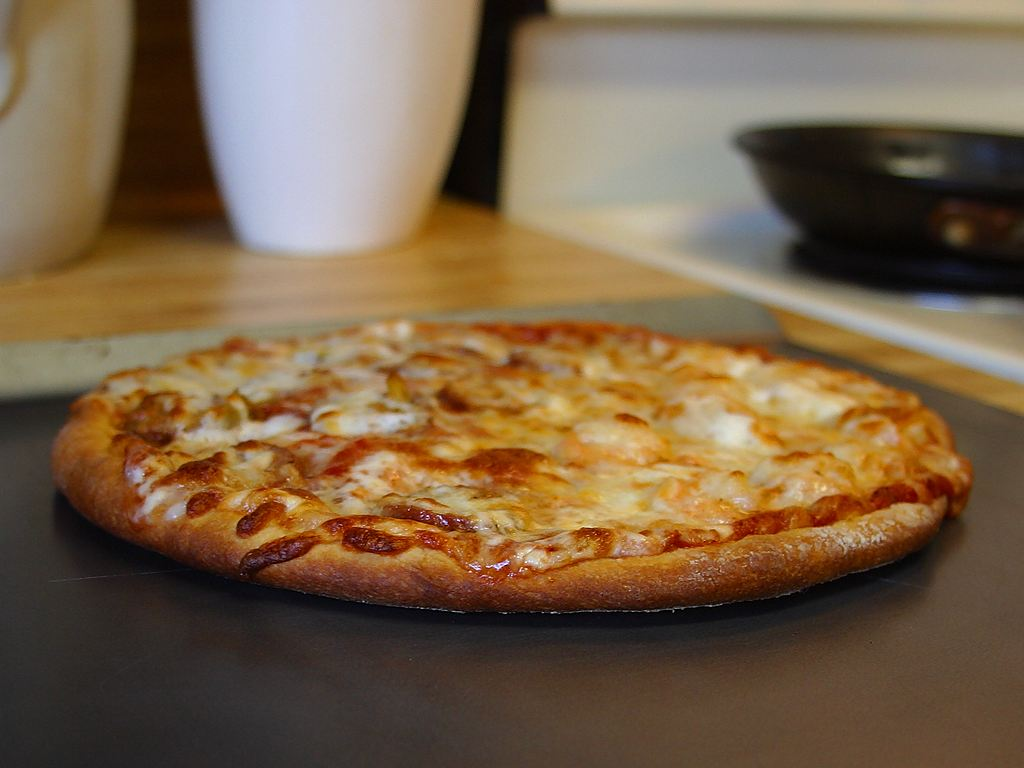
Pizza.

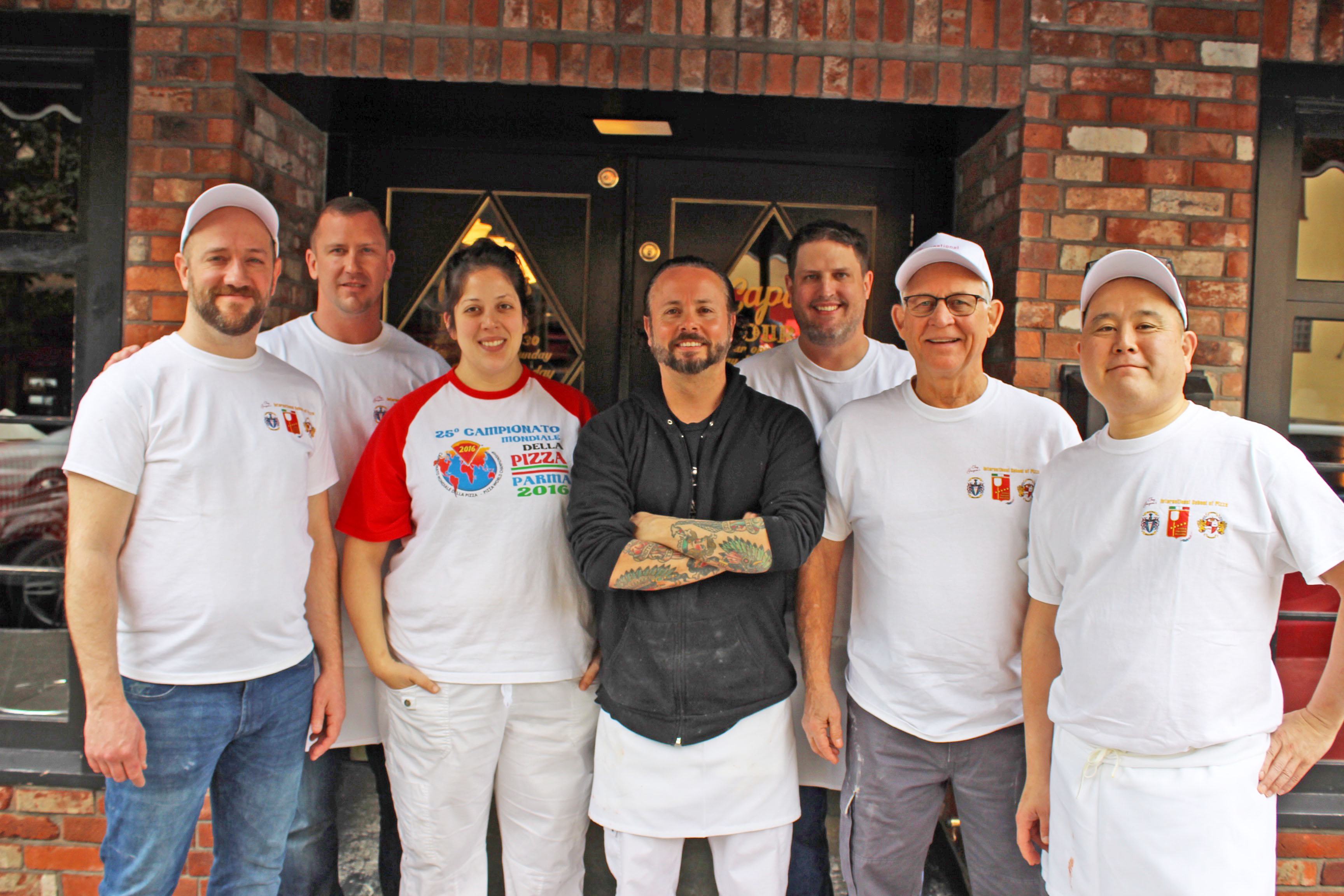
Tony Gemignani (en el centro, de negro), ganador del WPC trece veces, fotografiado junto con su equipo.

El Campeonato Mundial de la Pizza, (en italiano, Campionato Mondiale della Pizza; internacionalmente conocido como World Pizza Championship) es un evento gastronómico anual en el que compiten los mejores pizzeros del mundo. Su primera edición fue en 1991 y está organizado por las revistas Pizza e Pasta Italiana y PizzaNew. 
En 2008, compitieron pizzeros de más de 20 países. Las pizzas se juzgan por su preparación, sabor, horneado y presentación. Las competiciones de pizza incluyen aquellas para el fabricante de pizza más rápido, acrobacias de estilo libre y el tramo de masa más grande. La sede se encuentra en Salsomaggiore Terme, en la provincia de Parma (Italia) aunque otras ciudades también afirman organizar los mejores concursos internacionales de la pizza, incluidas Nápoles y París.
Una de las principales atracciones del campeonato es la presencia de Miss Italia, que corona a los pizzaiolos ganadores. Es la feria dedicada a la pizza más grande del mundo, con más de 6.500 propietarios independientes de cadenas y franquicias de todo el mundo. Los ganadores son incluidos en su Salón de la Fama y, a veces, son invitados como jueces en los campeonatos siguientes. También ganan un premio en efectivo por un total de aproximadamente 10 000 dólares. Hay diferentes categorías que incluyen la mejor pizza vegetariana, la mejor pizza de carne y más. Al final del concurso, se selecciona la mejor pizza en general. Quien gana no solo recibe grandes incentivos, sino que también recibe publicidad gratuita para sí mismo o para su negocio. El negocio o el dueño del negocio recibirán una placa por haber ganado la competencia de pizza más grande del mundo. 
Uno de los pizzeros con más renombre es Tony Gemignani, que ha ganado el campeonato en varias ocasiones.